# Wymering
Wymering – osada w Anglii, w Hampshire, w dystrykcie (unitary authority) Portsmouth. Wymering jest wspomniana w Domesday Book (1086) jako Wimeringes.